# Llavallol
Llavallol è un comune dell'Argentina, situato nella provincia di Buenos Aires. Sorge nella parte sud della Gran Buenos Aires, all'interno del partido di Lomas de Zamora.

## Storia
La località è intitolata a Felipe Llavallol, governatore di Buenos Aires tra il 1859 ed il 1860.